# يوجين مارتينيز
يوجين مارتينيز (بالإنجليزية: Eugene Martinez)‏ هو لاعب كرة قدم بريطاني في مركز الوسط، ولد في 1957 في تشيلمسفورد في المملكة المتحدة. لعب مع برادفورد سيتي ونادي روتشديل ونورثامبتون تاون ونيوبورت كونتي.